# Juan Federico del Palatinado-Sulzbach-Hilpoltstein
Juan Federico del Palatinado-Neoburgo (23 de agosto de 1587-19 de octubre de 1644) fue un noble alemán luterano, conde palatino y duque del Palatinado-Sulzbach-Hilpoltstein desde 1614.

## Primeros años de vida
Era el séptimo hijo del duque Felipe Luis del Palatinado-Neoburgo (1547-1614) y de Ana de Jülich, Cléveris y Berg (1552-1632). Sus abuelos paternos era el conde palatino y duque Wolfgang del Palatinado-Zweibrücken y Ana de Hesse. Sus abuelos maternos fueron el duque Guillermo V el Rico de Jülich, Cléveris y Berg y la archiduquesa austriaca María de Habsburgo. Su hermano mayor fue el conde palatino y duque Wolfgang Guillermo del Palatinado-Neoburgo. Al morir, todos sus hijos ya habían fallecido, le sucedió su sobrino Cristián Augusto del Palatinado-Sulzbach. Hijo de su hermano Augusto del Palatinado-Sulzbach.

## Matrimonio e hijos
Se casó en 1624 con Sofia Inés de Hesse-Darmstadt (12 de enero de 1604-8 de septiembre de 1664), hija del duque Luis V de Hesse-Darmstadt. De esta unión, hubo descendencia, y tuvieron los siguientes hijos:
1. Ana Luisa (11 de octubre de 1626-23 de febrero de 1627).
2. María Magdalena (27 de febrero de 1628-17 de junio de 1629).
3. Felipe Luis (26 de febrero de 1629-8 de agosto de 1632).
4. Juan Federico (25 de marzo de 1630-22 de mayo de 1630).
5. una hija sin nombre (22 de abril de 1631).
6. María Leonora (28 de marzo de 1632-23 de noviembre de 1632).
7. Juana Sofía (2 de septiembre de 1635-19 de agosto de 1636).
8. Ana Magdalena (5 de marzo de 1638-29 de julio de 1638).